# Digicel
A Digicel é uma rede de telefonia móvel baseada no Caribe e provedora de entretenimento doméstico que opera em 33 mercados em todas as regiões do mundo.Ela opera em vários países, incluindo Fiji, Haiti, Trinidade e Tobago, Santa Lúcia, Suriname e Jamaica .

## História
A Digicel foi fundada na Jamaica em abril de 2001 pelo empresário irlandês Denis O'Brien . Em março de 2003, a Digicel expandiu para Santa Lúcia e São Vincente. Em 2005, a Digicel comprou as operações da Cingular Wireless no Caribe e Bermudas.
Em abril de 2006, a Digicel lançou seus serviços em Trinidade e Tobago . Em maio de 2006, a Digicel iniciou suas operações no Haiti . Entre 2006 e 2008, a Digicel expandiu-se para o continente da América Central, bem como para o Pacífico. Em setembro de 2006, adquiriu um provedor de telefonia móvel não relacionado Digicel Holdings em El Salvador .

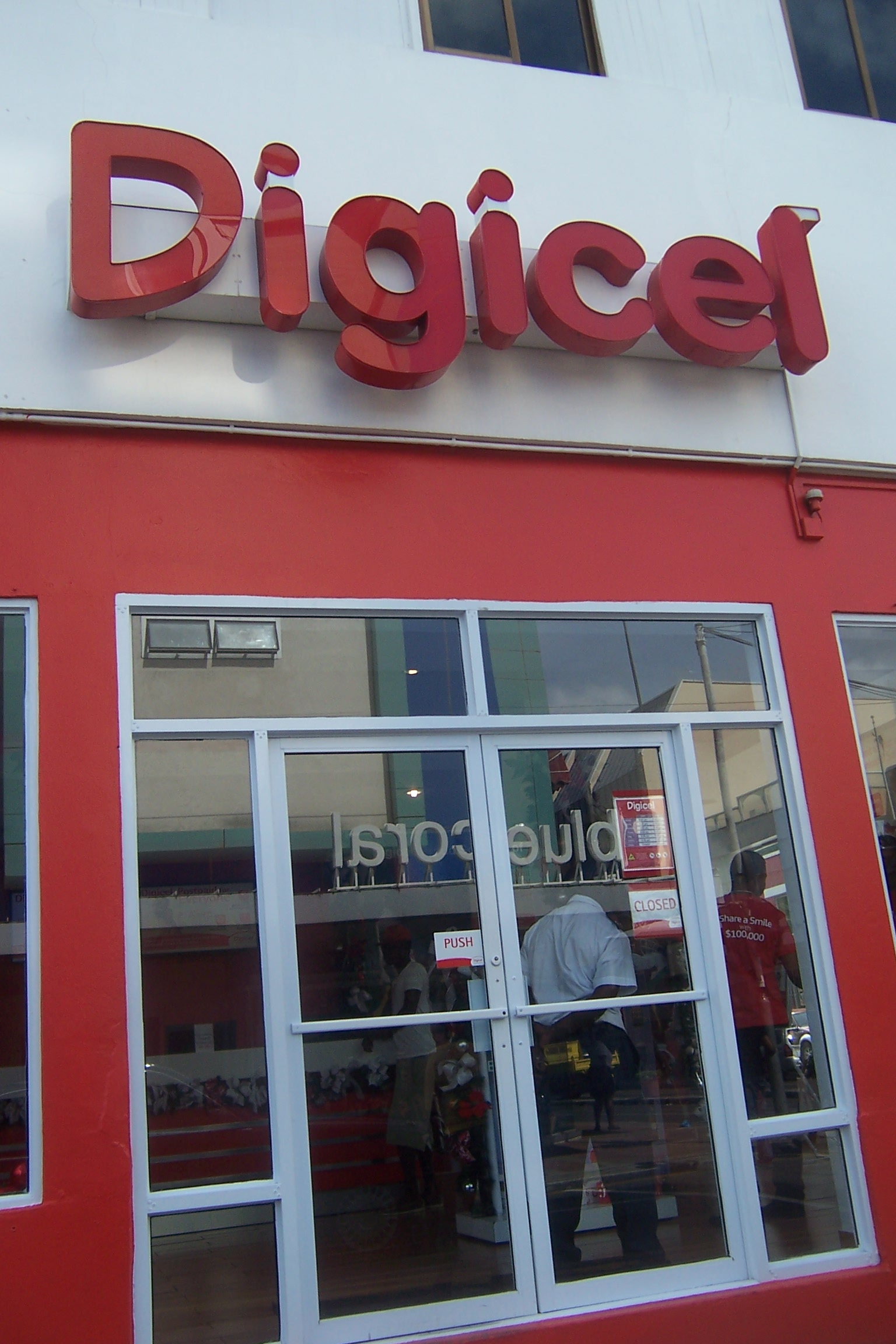
Uma vitrine Digicel em Castries, Santa Lúcia, em 2012

Em 2007, a Digicel adquiriu a U*Mobile na Guiana, e foi lançada no Suriname em dezembro do mesmo ano.

### 2010–presente
Em fevereiro de 2011, a Digicel assumiu o controle acionário da Netxar Technologies, um integrador de sistemas líder na região do Caribe. Em março, a Digicel anunciou que estava vendendo suas operações em Honduras e El Salvador para a empresa de telecomunicações mexicana América Móvil, e a América Móvil estava vendendo suas operações na Jamaica para a Digicel. Em março de 2012, a Digicel adquiriu a Comcel/Voila, sua principal concorrente no Haiti.

Em outubro de 2012, a Claro anunciou que não adquiriria as operações da Digicel em El Salvador.
Em junho de 2013, a Digicel anunciou que investiria US$ 9 mil milhões em uma rede de telefonia móvel em Myanmar, caso fosse concedida uma licença. No entanto, a Digicel perdeu a oferta de licença para a Telenor e a Ooredoo .

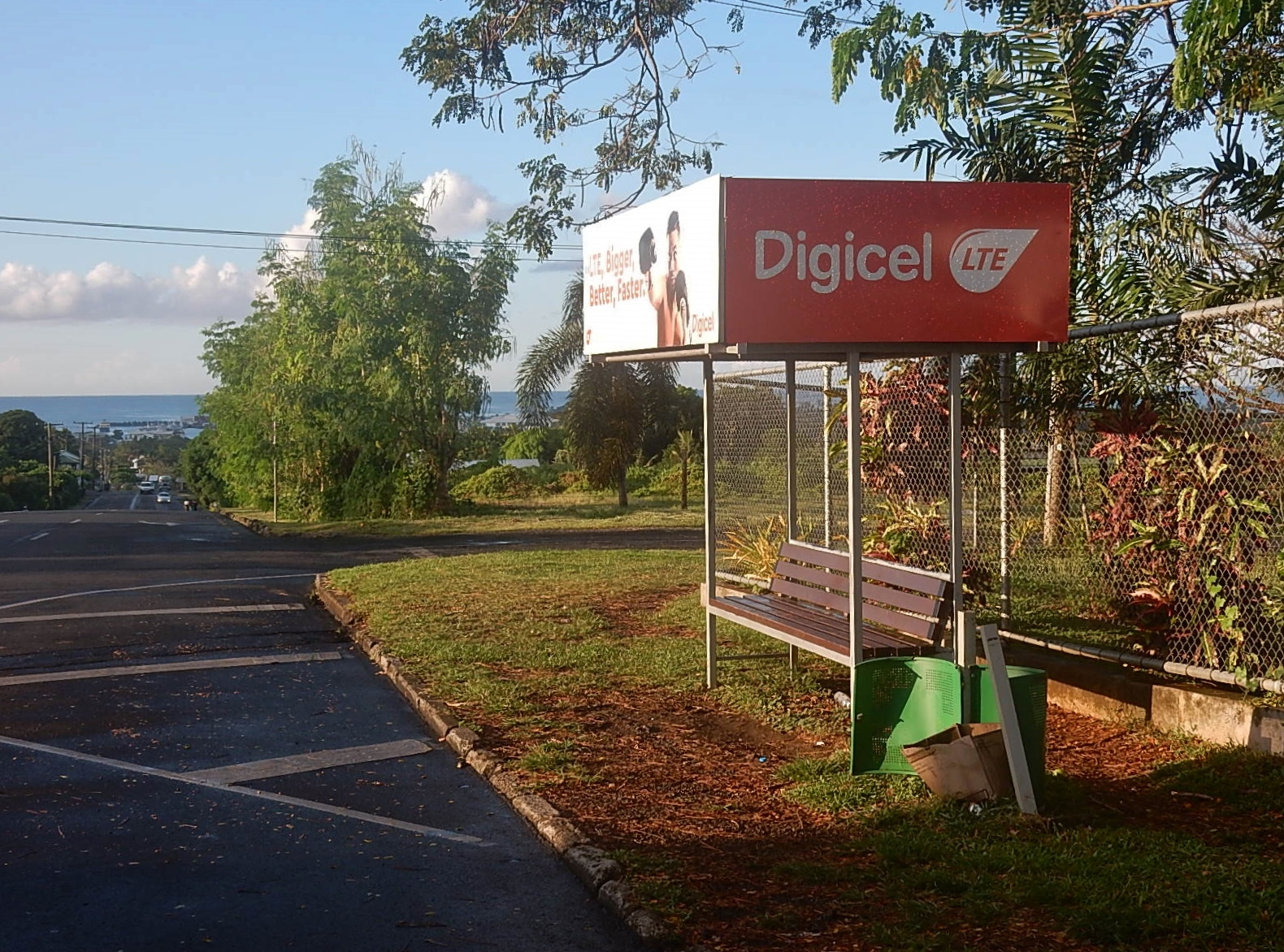
Um anúncio ao ar livre da Digicel em um ponto de ônibus em Tonga.

## Patrocínio corporativo
A Digicel é patrocinadora de equipes esportivas do Caribe, América Central e Ásia-Pacífico, incluindo as equipes das Olimpíadas Especiais nessas regiões. De 2005 a 2018, a Digicel patrocinou a equipe de críquete das Índias Ocidentais .
Em 2008, a Digicel anunciou que iria patrocinar a equipe nacional de críquete Vanuatu, bem como as equipes nacionais de rúgbi  15s e 7s. Nesse mesmo ano, a Digicel tornou-se patrocinadora da Copa Digicel de rúgbi em Fiji.
Também patrocinando a copa Digicel em Timor-Leste.

### Fundação Digicel
Em 2004, a Digicel e seus acionistas criaram a Fundação Digicel na Jamaica.
A Fundação Digicel está ativa na Jamaica, Haiti, Trinidade e Tobago e Papua-Nova Guiné. No Haiti, a Fundação Digicel ajudou a reconstruir após o terremoto de 2010 no Haiti que atingiu Porto Príncipe em 12 de janeiro de 2010. Os projetos incluíram a construção de escolas primárias e a restauração do histórico Mercado de Ferro .

## Concorrentes
Na região do Caribe, o principal concorrente é a americana Liberty Latin America.